# North American Rockwell OV-10 Bronco
North American Rockwell OV-10 Bronco là một loại máy bay cường kích và thám sát hạng nhẹ của Hoa Kỳ.

## Biến thể

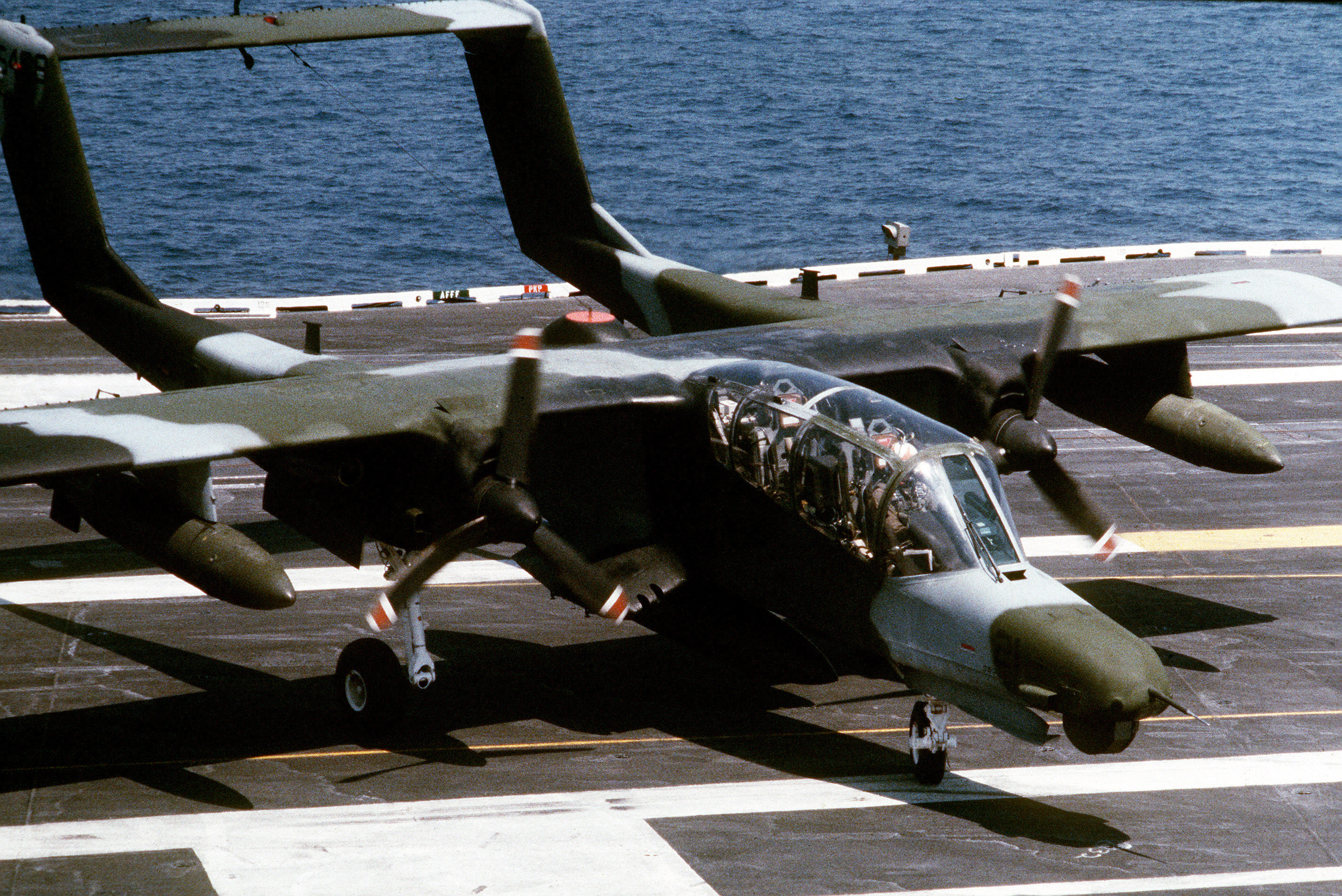
OV-10D trong quá trình thử nghiệm trên boong tàu năm 1985

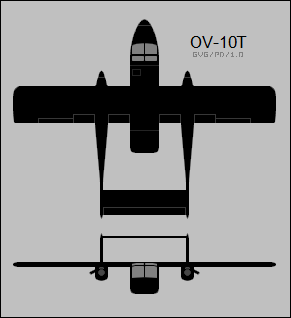
OV-10T

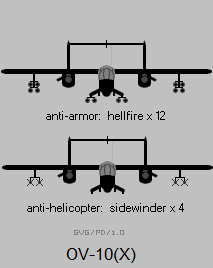
OV-10X

- YOV-10A
- OV-10A
- OV-10B
  - OV-10B(Z)
- OV-10C
- YOV-10D

- OV-10D
  - OV-10D+
- OV-10E
- OV-10F
- OV-10M (sửa đổi)

- OV-10T

- OV-10X

## Quốc gia sử dụng
Colombia
- Không quân Colombia

 Đức
- Không quân Đức

 Indonesia
- Không quân Indonesia

 Maroc
- Không quân Hoàng gia Maroc

 Philippines
- Không quân Philippine

 Thái Lan
- Không quân Hoàng gia Thái Lan

 Hoa Kỳ
- NASA
- Department of State (operated by DynCorp), primarily in Colombia
- Không quân Hoa Kỳ
- Thủy quân Lục chiến Hoa Kỳ
- Hải quân Hoa Kỳ

 Venezuela
- Không quân Venezuela

 Việt Nam
- Không quân Nhân dân Việt Nam

### Dân sự
- Bộ lâm nghiệp và cứu hỏa California

## Tính năng kỹ chiến thuật

### OV-10A
Dữ liệu lấy từ Mesko
Đặc điểm tổng quát
- Kíp lái: 2
- Chiều dài: 41 ft 7 in (12,67 m)
- Sải cánh: 40 ft 0 in (12,19 m)
- Chiều cao: 15 ft 2 in (4,62 m)
- Diện tích cánh: 290,95 ft² (27,03 m²)
- Trọng lượng rỗng: 6.893 lb (3.127 kg)
- Trọng lượng cất cánh tối đa: 14.444 lb (6.552 kg)
- Động cơ: 2 × Garrett T76-G-410/412 kiểu turboprop, 715 hp (533 kW)  mỗi chiếc

 Hiệu suất bay 
- Vận tốc cực đại: 281 mph (452 km/h)
- Tầm bay: 576 mi (927 km)
- Trần bay: 24.000 ft (7.315 m)

Trang bị vũ khí

- Súng: 4 × súng máy M60C 7.62x51mm

### OV-10D
Dữ liệu lấy từ Mesko
Đặc điểm tổng quát
- Kíp lái: 2
- Chiều dài: 44 ft 0 in (13,41 m)
- Sải cánh: 40 ft 0 in (12,19 m)
- Chiều cao: 15 ft 2 in (4,62 m)
- Diện tích cánh: 290,95 ft² (27,03 m²)
- Trọng lượng rỗng: 6.893 lb (3.127 kg)
- Trọng lượng có tải: 9.908 lb (4.494 kg)
- Trọng lượng cất cánh tối đa: 14.444 lb (6.552 kg)
- Động cơ: 2 × Garrett T76-G-420/421 kiểu turboprop, 1.040 hp (775,5 kW)  mỗi chiếc
- Sải cánh đuôi 14 ft, 7 in (4,45 m)

 Hiệu suất bay 
- Vận tốc cực đại: 288 mph (463 km/h)
- Tầm bay: 1.382 mi (2.224 km)
- Trần bay: 30.000 ft (9.159 m)

Trang bị vũ khí

- Súng: 1x pháo M197 (YOV-10D) 20 mm (.79 in) hoặc 4x súng máy M60C 7,62x51mm (OV-10D/D+)